# Apsel

Apsel umieszczony między grotmasztem i bezanmasztem na jednostce typu kecz

Apsel na jednostce typu slup

Apsel, bezansztaksel – żagiel należący do grupy sztaksli o kształcie trójkątnym. Zawieszany jest między grotmasztem i bezanmasztem na (zwykle wypinanym) sztagu bezanmasztu. Zastosowanie go w zwykłym takielunku dwumasztowym wymaga na ogół zrzucenia grota i wypięcia bomu na stałe, lub tylko na czas zwrotu, tzn. apsel praktycznie uniemożliwia halsowanie przy pełnym ożaglowaniu. Pierwszy raz zastosowany na keczu sztakslowym Vamarie w 1933 roku.
Apslem (lub achtersztakslem) bywa także nazywany żagiel stawiany czasem na achtersztagu łodzi o takielunku jednomasztowym (np. slupie). Służy zazwyczaj do polepszenia zrównoważenia żaglowego w kursach ostrych, a także jako żagiel kotwiczny, w szczególnych wypadkach jako awaryjny, sztormowy lub manewrowy.